# Jan Thiele
 Der er for få eller ingen kildehenvisninger i denne artikel, hvilket er et problem. Du kan hjælpe ved at angive troværdige kilder til de påstande, som fremføres i artiklen.

Jan Thiele (født 1957) er en dansk krimiforfatter. Han er matematisk student fra Aurehøj Statsgymnasium 1976 og uddannet cand.jur. fra Københavns Universitet 1982. Jan Thiele har forfattet serien om ad hoc-detektiven Frants Hjejle, serien om den handlekraftige Eva Bandsted, krimierne Mord i Rio og Falddato, romanerne Luftindånderne, Fristdag og Stoptid samt en lille snes digte, optrykt i Hvedekorn fra 1986-94.